# Гоголев, Виктор Сергеевич
Ви́ктор Сергее́вич Го́голев (15 апреля 1929 — 25 января 1995) — советский и российский актёр, заслуженный артист Башкирской АССР (1974).

## Биография
Виктор Гоголев родился 15 апреля 1929 года.
После окончания в 1957 году ГИТИСА имени А. В. Луначарского играл в Ростовском ТЮЗе имени Ленинского комсомола (1957—1960). Потом — в драматических театрах: Куйбышевском (1960—1961), Смоленском (1961—1962), Грозненском (1962—1964), Ивановском (1964—1965), Тюменском (1965—1966), Саратовском (1966—1968), Пермском (1968—1970), русском драматическом татре Башкирской АССР (1970—1975). В 1975—1976 годах Гоголев — артист Государственного русского драматического театра Эстонской ССР. С 1976 года по 1979 — в труппе Ленинградского театра имени Ленсовета. С 1980 года и до конца жизни играл на сцене Театра комедии имени Н. П. Акимова.
Дядя Георгия Буркова.
Умер от инфаркта в 1995 году в Санкт-Петербурге.

## Актёрские работы

### В кино
- 1977 — В профиль и анфас (новелла «Берега») — Павел
- 1977 — Берега
- 1978 — Трасса — Борисов
- 1979 — Несколько дней из жизни И. И. Обломова — слуга барона
- 1979 — Нескладуха — мужик в высокой шляпе
- 1979 — День возвращения
- 1980 — Соло
- 1980 — Поздние свидания
- 1981 — 20 декабря
- 1981 — Полесская хроника. Люди на болоте — Рудый
- 1982 — Полесская хроника. Дыхание грозы — Рудый
- 1982 — Чужая вотчина — старый Корсак
- 1982 — Иван — Гришка, сосед Ивана
- 1983-1986 — Анна Павлова
- 1983 — Ювелирное дело — ювелир
- 1983 — Этот милый старый дом — Эраст Петрович
- 1983 — Среди серых камней — Жан
- 1983 — Жил-был Пётр — Пётр Евдокимович
- 1984 — Радуница — Вавила
- 1984 — Меньший среди братьев
- 1984 — Макар-следопыт — белогвардеец
- 1984 — Иван Павлов. Поиски истины — дядя / игумен
- 1985 — Русь изначальная — Велимудр
- 1985 — Возвращение Будулая
- 1985 — Противостояние — Георгий Козел-старший
- 1985 — Свидетель — Захарий
- 1986 — Плата за проезд — Шкляр
- 1986 — Обида
- 1986 — На пороге
- 1987 — Байка — дед Игнат
- 1987 — Среда обитания
- 1987 — Серебряные струны
- 1987 — Первая встреча, последняя встреча
- 1987 — Нетерпение души — монах
- 1987 — Катенька — Григорий Васильевич Марков
- 1987 — Доченька — садовник в Домике Чехова
- 1988 — Эти три верные карты
- 1988 — Мудромер — Егор Фёдорович Миролюбов
- 1988 — Государственная граница — генерал иностранного разведцентра
- 1988 — На дальнем пограничье
- 1989 — Это было у моря — Иван Иванович Лосев
- 1989 — То мужчина, то женщина — Николай Иванович
- 1989 — Свой крест — Евгений Алексеевич Кошельков
- 1989 — Оно
- 1989 — Васька
- 1991 — Улыбка
- 1991 — Сократ — Критон
- 1992 — Третий дубль — Константин Демьянович Вобликов
- 1992 — Томас Бекет — Архиепископ Кентерберийский
- 1992 — Над тёмной водой
- 1992 — На Иртыше
- 1993 — Окно в Париж — Кузьмич
- 1993 — Ты у меня одна — отец Тимошина
- 1993 — Счастливый неудачник
- 1993 — Чёрный аист
- 1993 — Мимолётные сады
- 1993 — Барабаниада — призрак, подаривший чудаку барабан
- 1994 — Колечко золотое, букет из алых роз
- 1995 — Четвёртая планета
- 1995 — На чёрных лядах
- 1995 — Всё будет хорошо — работник завода, вышедший на пенсию

### В театре
- Этот милый старый дом — Эраст Петрович
- Сказки Арденского леса — герцог Фердинанд
- Всё могут короли — академик
- Двенадцатая ночь — священник
- Зойкина квартира — Иван Васильевич
- Тартарен из Тараскона — начальник станции
- Тень — мажордом
- Четвёртая планета — Савелий Евдокимович